# Eremocosta nigrimana
Eremocosta nigrimana är en spindeldjursart som först beskrevs av Pocock 1895.  Eremocosta nigrimana ingår i släktet Eremocosta och familjen Eremobatidae. Inga underarter finns listade i Catalogue of Life.